# وادي مرقس
يتميز الجبل الأخضر، شمال شرق ليبيا بكثرة أوديته التي تشق طبقاته الثلاث، وهي تتنوع بين الجاف والخالي؛ إلا من القليل من مظاهر الحياة خاصة في جنوب على مشارف الصحراء.
وأخرى في وسطه وشماله وقرب ساحل البحر الأبيض المتوسط حيث يتنوع فيها الغطاء النباتي والحياة البرية وتكثر في بعضها ينابيع المياه الطبيعية. 
استقر الإنسان في الكثير من هذه الأودية منذ عصور ما قبل التاريخ، ومارس فيها نشاطات زراعية ورعوية، واستمر استيطان الأودية في فترات زمنية مختلفة، وكان للظروف والأزمات التي مرت على الإقليم دور في لجوء الناس إليها واتخاذها ملجأً وملاذا، وخاصة تلك الأودية الوعرة والصعبة، حيث توفرت لهم في تلك الأودية متطلبات العيش والأمان، في أزمنة انتشرت فيها المجاعة والأوبئة والكوراث الطبيعية.
وقد شهد حوض البحر الأبيض المتوسط في القرن الأول للميلاد أحداثا دامية عندما شرع الرومان واليهود في اضطهاد أتباع المسيح في كافة مستعمرات الإمبرطورية الرومانية، وقد عرفت تلك الفترة التي تمتد من منتصف القرن الأول للميلاد وحتى بداية القرن الرابع للميلاد بفترة اضطهاد المسيحيين، والتي بلغت ذروتها مع تولي الإمبرطور  دقلديانوس الحكم في روما في الفترة من 20 نوفمبر 284 حتى 1 مايو305 للميلاد، على الرغم من أن ديوكلتيانوس معظم سنوات حكمه على اتباع سياسة تسامح ديني مع المسيحيين، ثم تحولت سياسته ضد المسيحيين في أواخر حكمه، فأصدر دقلديانوس أربعة مراسيم أمبرطورية فيما بين سنتي 302-305م تحث على اضطهاد المسيحيين، وقد شهدت هذه المراسيم حرق الأناجيل والكتب الدينية ومنعهم من التجمع، وهدم الكنائس ودور العبادة في كل مكان حتى داخل الودية المنيعة التي لجؤوا إليها؛ وسميت تلك الفترة في المراجع التاريخية والدينية  بعصر الشهداء.
لم يكن الجبل الأخضر كما توحي الآثار داخل الأودية خاصة الساحلية بعيدا عن تلك الأحداث، ولا يكاد واد يخلومن آثار ترجع إلى تلك الحقبة، غير أن الأودية القريبة من الساحل بين مدينتي شحات ودرنة تميزت بوجود آثار لنشاط مسيحي كبير، حيث حوت على آثار لكنائس بدائية محفورة في الصخر وآثار لمعموديات قديمة بعضها يرجع للقرن الأول للميلاد في الفترة المبكرة لانتشار المسيحية في العالم.
ومن بين هذه الأودية التي تميزت بآثارها وطبيعتها والتي شهدت على أحداث عظيمة في تاريخ الإنسانية، وادي مرقس.

## موقع الوادي
يقع وادي مرقس بالشريط الساحلي للجبل الأخضر، بين منطقتي راس الهلال ولاثرون، ويمتد من مدخله الشمالي المطل على الساحل وحتى حافة الطبقة الوسطى أعلى مرتفعات الجبل بمسافة تقدر بثمانية كيلومترات، ويعتبر وادي مرقس من أجمل أودية الجبل الأخضر، ويزدحم بغطاء نباتي يشمل تقريبا معظم النباتات التي تمثل الغطاء الغابي لإقليم الجبل الأخضر، وبه منابع مياه عذبة تتدفق من قلب الصخور بصورة مستمرة منذ أزل بعيد، ويحتوي الوادي على جوانب صخرية سحيقة، حيث ترى الأجراف بألوانها البيضاء الجيرية، كما توجد به الهضاب المكسوة بالغابات والأراضي الزراعية وبقايا السدود وقنوات الري الأثرية والمعاصر.

## مدخل الوادي
ساعد موقع وادي مرقس على اختياره  مكانا خفيا للممارسة الطقوس الدينية، على الرغم من اتساعه في الداخل إلا أن مدخله ضيق ووعر بين الجبال المطلة على الساحل، بين منطقتي راس الهلال ولاثرون.
لكن هذا الأمر لم يجعل المتواجدين داخله أن يأخذوا حذرهم و  يعملوا على مراقبة المنطقة المحيطة به والمطلة على خليج راس الهلال، فانشؤوا على أعلى قمة مدخل الوادي مقرا خفيا للمراقبة، ويشير الباحث الليبي داود حلاق إلى انهم قاموا بتهيئة هذا المقر كمرقاب لترصد الحركة على المنطقة الساحلية التي كانت نشطة بين مدينتي سوسة ودرنة، إضافة إلى مراقبة البحر وحركة السفن، والعمل على تنبيه المتواجدين داخل الوادي لأي خطر يتهددهم من الجهة الشمالية.
وعلى الرغم من الانهيار شبه الكامل للمقر؛ إلا أن بعض معالمه لازلت قائمة حيث يظهر كتجويف في صخر جرف الجبل واسع في اتجاه الغرب حيث منطقة راس الهلال والطريق المؤدي إلى مدينة سوسة التي كانت في ذلك الوقت أحد أهم الموانئ الرومانية، كما توجد فتحة للمراقبة في اتجاه الشرق ومنطقة لاثرون والطريق المؤدية إلى مدينة درنة.
و فيما يبدو  أن المسيحيين اعتمدوا أيضا على مركز مراقبة في مستعمرة زراعية تعرف اليوم باسم سيرة الباب، توجد أعلى القسم الجنوبي من الوادي في منطقة عرقوب الشفشافة، وهي عبارة عن قرية زراعية صغيرة، تنشتر فيها اثار لدور متواضعة وصهاريج للمياه محفورة تحت الأرض، تعلو ربوة تطل مباشرة على أحد مداخل وادي مرقس الجنوبية.
وقد أمّن نظام المراقبة حول الوادي فرصة لقاطنيه من التحرك بسرعة للهرب والتخفي عبر الأودية الفرعية للوادي الرئيسي، التي تمتد إلى الشرق وآخر إلى الغرب والجنوب، وهي تفرعات تتجه صعودا إلى المناطق المحيطة به.
إن الآثار التي تنتشر أعلى أجراف وادي مرقس وعلى سفحه، وفي مناطق متفرقة منه وانتشار بقايا المعاصر وزراعة أشجار الزيتون والأشجار المثمرة، تدل على ازدهار الحياة فيه، وكثرة نشاط سكانه عبر التاريخ وخاصة في الفترة الممتدة من منتصف القرن الأول للميلاد وحتى القرن الرابع للميلاد.
وعلى الرغم من ربط الوادي بالقديس مرقس الذي قتل وقطع رأسه في الأسكندرية عام 68 للميلاد وأتباعه، إلا أن الدراسات والأبحاث حوله شحيحة، ولازالت تلك الأثار والمعالم منذ ألفي عام تنتظر من يبحث فيها ويميط اللثام عن أسرارها.

## الغطاء النباتي
تغطي الغابات أغلب مناطق الوادي، وتحتوي على أنواع عديدة من الأشجار كشجرة العرعر والصنوبر والشماري، وتكثر أشجار الزيتون خاصة قرب بقايا مستعمرة زراعية لم يتبقى منها إلا بعض الآثار وبقايا المعاصر.
وتقع تقريبا في وسط الوادي، كما يكثر العنب في مجرى المياه القريب من نبع ماء عين أم الناموس، حيث يعتقد أن زراعة العنب ترجع للعصر الروماني؛ عندما اتخذ المسيحيون وادي مرقس ملجأً لهم لفترة طويلة بدءا من منتصف القرن الأول ميلادي، قاموا من خلالها بزراعة المحاصيل وبعض الأشجار المثمرة؛ كما قاموا بنحت الكنائس البدائية وصهاريج المياه.
ويرى بعض البحاث إن زراعة العنب حديثة وأنها ترجع لفترة اتخاذ قبيلة الشواعر للوادي كملجأ أثناء الحرب العالمية الثانية وهي إحدى القبائل الليبية التي تسكن  ساحل الجبل الأخضر الممتد من منطقة راس الهلال وحتى مدينة درنة، ويسمى الوادي محليا  بوادي الشواعر أووادي الشواعر الغربي فيما يعرف وادي درنة بوادي الشواعر الشرقي.
وتتنوع الحشائش والشجيرات في الوادي، وينموعلى سفوحه وهضابه شجيرات كالبطوم والشيح وبعض النباتات الأخرى بالإضافة إلى شجرة الدفلة التي تنموعلى طول مجرى مياه ينابيع الوادي.
شجرة الدفلة، شجرة معمرة تتميز بأشجارها الوردية الجذابة التي تزهر بدءا من شهر أبريل وتستمر حتى شهر أكتوبر، وقد استغلت هذه الشجرة في ليبيا؛ وزرعت في الميادين والحدائق العامة.
توجد في الوادي ينابيع طبيعية كثيرة للمياه، وتنبع هذه العيون من عدة مناطق فيه، كعين ام الناموس وعين الحمام، وعين أحجينه وعين أحطيبه التي تنبع في مدخل الوادي الشمالي بالقرب من الساحل.
ساهمت هذه الينابيع الكثيرة في ازدهار الوادي بالنشاط البشري منذ القدم وحتى اليوم، حيث مارس الناس الذين استوطنوا الوادي؛ الزراعة في المساحات والهضاب المنبسطة، وقاموا بزراعة الزيتون والأشجار المثمرة كالعنب والتين والرمان، كما أنهم استغلوا بعض المناطق لزراعة القمح والشعير.
بالإضافة إلى النشاط الزراعي مارسوا أيضا النشاط الرعوي، ولازال الرعاة يقصدون الوادي إلى اليوم لخصوبة تربته ولتوفر مراعي وفيرة وغنية  في داخله.
اشتهر وادي مرقس بوفرة إنتاج عسل النحل الطبيعي، وتربية النحل في الوادي كانت مستمرة منذ القدم في ما يعرف كهف مرقس؛ وهومجمع أثري ديني نحت أعلى الجرف الغربي للوادي توجد أدلة على أن قاطني ذلك المجمع قاموا بتربية النحل وانتاج العسل في الفترة التي يرجح الكثير من البحاث أنها بدأت منذ القرن الأول للميلاد واستمرت حتى بدايات القرن الرابع للميلاد.

## كهف الصوف
يعتبر كهف الصوف أحد المراكز الرئيسية لتربية النحل وانتاج العسل، وهوكهف عال نحتت الكثير من مرافقه أعلى الجرف الغربي للوادي بمحاذاة صرح مرقس الأنجيلي، ويرجح أنه أنشئ ونحت في ذات الفترة التي أنشئ فيها ذلك الصرح، ولايبعدان عن بعضهما سوى مسافة تقدر بأقل من كيلومتر واحد.
سمي كهف الصوف لاستغلاله في تخزين الصوف من قبل سكان الوادي في العصر الوسيط وحتى الفترة التي رافقت قيام الحرب العالمية الثانية عام 1941، حيث يوفر موقعه الفريد وتكوينه المعماري حماية من مياه الأمطار والرطوبة.
يوحي الشكل العام للكهف وتكوين مداخله القوسية المنحوتة في الصخر الجيري إلى أنه أنشئ كدار للعبادة في الفترة التي نشط فيها أتباع المسيح بالمنطقة منذ منتصف القرن الأول ميلادي، ويحتوي في داخله على حنيات منحوتة في الجهة الغربية قبالة المدخل، تتوافق مع الأشكال القديمة للكنائس المبكرة.
ولازلت صناديق خلايا النحل القديمة موجودة في الكهف الذي هجر منذ عقود بسبب أوضاع المنطقة الأمنية خاصة في فترة تسعينيات القرن العشرين، عندما خاضت السلطات الليبية حربا على المتطرفين الذي لجؤوا للوادي، حيث قامت الأجهزة المية بحرق مساحات كبيرة من غابات الوادي الطبيعية وقد نال ما تعرف بالغابة الشرقية النصيب الأكبر من هذه الحرائق وأتت عليها كلها.
إلا أنه ومع مرور الزمن بدأت غابات الوادي تستعيد غطائها النباتي الأخضر، واستمرت الأشجار بالنموواستعادة كثافتها وخضرتها اليوم.

## عين أم الناموس
تعتبر عين أم الناموس من أشهر ينابيع وادي مرقس، وتقع هذه العين في الجزء الجنوبي، وتبعد عن مدخل الوادي الشمالي حوالي 8 كيلومترات، وتعرف لدى البعض من سكان المنطقة بعين مرقص.
ترتفع عين أم الناموس عن سطح البحر بثلاثمائة وسبعين مترا، ويقدر معدل تدفق مياهها بعشرة ليترات في الثانية، وهي نبع ماء عذب ينبع من صخر جرف الوادي الجنوبي الغربي وتنحدر عبر مجرى مائي مسافة حوالي كيلومتر واحد قبل أن تنحدر من ارتفاع عال لتصنع شلالا صغيرا يعرف بشلال وادي مرقس.
تساهم بركة صغيرة تتجمع فيها مياه العين أعلى الشلال في زيادة معدلات تدفقها، من أعلى المنحدر وتتجمع أسفله في بركة تعرف ببركة الفرس، لا يعرف سر تسمية البركة ببركة الفرس؛ إلا ان شكلها للناظر من أعلى تشبه رأس الحصان إلى حد ما، أو رأس سهم، وتحيط بالبركة أشجار الدفلى وبعض النباتات التي ترسم شكلها بوضوح.
تأخذ مياه عين أم الناموس طريقها من أسفل الشلال عبر مجرى عميق يتوسط الوادي، وتلتقي مع مياه الينابيع الأخرى على طول هذا المجرى الذي نحتته المياه على مر العصور؛ ليصل إلى الساحل حيث يتم حجز كمية كبيرة من هذه المياه خلف سد في مدخل الوادي الشمالي.
لم يحظ وادي مرقس بدراسات عملية أو أبحاث رغم وجود الكثير من الآثار فيه، والقليل من البحاث الذين زاروا الوادي لم ينقبوا في تلك الأثار أو يمنحوها قدرا كافيا من الدراسة والبحث، ويعتبر الباحث الليبي داود موسى حلاق؛ الوحيد الذي تناول الوادي بطبيعته وآثاره، وتأمل في أجرافه وبقايا اطلاله، وأصدر دراسته في كتاب عام 1993 يحمل اسم مرقس الأنجيلي، حيث يربط حلاق اسم الوادي باسم القديس مرقس الأنجيلي، وهوأحد رسل المسيح السبعين الذين بعثهم لنشر تعاليمه بين الأمم، ويرجح البحاث ورجال الدين أن ولادة القديس مرقس كانت في إحدى مناطق قورينا أومدينة شحات الحالية، ويذكر شنودة الثالث راعي الكنيسة المصرية في كتابه ناظر الإله الإنجيلي مرقس الرسول القديس والشهيد، أن مرقس ولد في قورينا في  إحدى المدن الخمس في شرق  ليبيا، وفي بلدة تدعى أبرياتولس، ويذهب المؤرخ القبطي ساويرس بن المقفع إلى أنه ولد في مدينة درنة شرق مدينة قورينا، كما ان داود حلاق يرى ان مرقس ولد بالفعل في قورينا وفي إحدى ضواحيها الريفية وتعرف اليوم باسم برطلس .
تتحدث الروايات التاريخية وبعض منشورات البحاث والدارسين إلى أن مرقس عاش في الجبل الأخضر مع عائلته حتى اضطروا للهجرة إلى فلسطين والاستقرار بها بسبب الأوضاع السيئة التي مر بها إقليم المدن الخمس، وأنه التقي بالمسيح هناك وتبعه وأصبح من تلاميذه ورسله السبعين، وبعد رفع المسيح شرع مرقس في نشر تعاليمه في بعض المناطق حتى عاد إلى مسقط رأسه وموطنه في الجبل الأخضر، الذي اتخذه مركزا لنشاطه الديني، حيث استقر مرقس لفترة في اودية الجبل الأخضر، ويعتقد أنه لجأ في البداية إلى وادي الإنجيل شمال عين مارة وجنوب كرسه، واتخذ مغارة في قسمه الجنوبي مقرا لإقامته، وينسب البعض تسمية الوادي بوادي الإنجيل إلى قيام مرقس بكتابة إنجيله المعروف؛ وهو أحد الأسفار الأربعة القانونية التي تعترف بها الكنائس في العالم اليوم.
ويرجح أن صعوبة تضاريس وادي الأنجيل ووعورة أجرافه وعدم وجود مساحات منبسطة أو دروب ومسالك سهلة، ومع كثرة مريديه وأتباعه، دفعته إلى الاتجاه غربا إلى أحد الأودية قرب منطقة راس الهلال، وعرف لاحقاً باسمه، وادي مرقس، والمسافة بين وادي الأنجيل ووادي مرقس لاتزيد عن خمسة عشرة كيلومتراً.
أما الروايات المحلية عن اسم الوادي؛ فبعضه لا يستند إلى المنطق أوالدلائل المادية، حيث يرجع البعض إلى أن اسم الوادي هو وادي مرقص وينسب ذلك إلى كثرة طائر الحدأة الذي يعرف محليا باسم بورقيص، إلا أن المشاهدات وتتبع نشاط بيئة الوادي لا تعزز هذه التسمية، حيث لا تكثر في وادي مرقس أنواع كثيرة من الطيور الجارحة ولا تشاهد الحدأة بكثرة فيه، إضافة إلى أن اللهجة المحلية تستخدم كثيرا السين مكان الصاد في الكثير من التسميات كالسور الذي يعرف بالصور والسورة التي تنطق احيانا الصورة.
وفي دراسته تناول داود حلاق أصل تسمية عين أم الناموس، ورجح إلى أن أصل كلمة ناموس يرجع إلى اللغة اليونانية القديمة وتعني الوحي أواسم من أسماء الملاك جبريل، وأيضا تعني الشرائع الإلهية، وقد ربط حلاق معنى التسمية بالآثار الكثيرة في الوادي التي تدل على انه كان مركزاً لممارسة الطقوس الدينية المسيحية المبكرة، وربطها بتواجد مرقس لفترة في الوادي قبل ذهابه لمصر ومقتله هناك عام 68 للميلاد.
وفي اللهجة المحلية يعرف النوع الصغير من البعوض بالناموس، وقد يدل الاسم على كثرة تواجد البعوض عند نبع العين وكثرة استخدام سكان الجبل الاخضر لكلمتي أم وأبو لربط الصفات والاشخاص والكائنات  باسم مكان معين،  إلا أنه لا توجد دلائل على تواجد هذه الانواع من الحشرات بكثرة تميزها في بيئة المكان.
وتعتبر عين أم الناموس من أهم مصادر المياه في الوادي وفي منطقة ساحل الجبل الأخضر ومياهها عذبة؛ حيث تتغذى من احواض جوفية تمتلئ بصورة دورية في مواسم الأمطار، ويعتقد أنها ترتبط ببقية ينابيع الوادي وينابيع الأودية الساحلية بجرف جوفي عميق.
يقع في الجرف الذي تنبع منه عين ام الناموس مقر أثري  عند مستوى سطح الأرض يكاد يكون ملاصقا لمنبع العين، ولا يبعد عن صرح مرقس المعلق إلا بمسافة تقدر بحوالي كيلومتر واحد .
وقد تم حفر هذا المقر على هيئة معمارية في أصل الصخر، فهو يشبه غرفة مستطيلة تحتوي على قوسين من أصل الصخر الذي حفر به المقر، وقوس ثالث وطئٌ جداً في نهاية المقر من الداخل، حيث يتخذ الحيز الأخير من المقر هيئة الحوض الغائر قليلاً بالنسبة لبقية أرضية المقر ويتجه المقر برمته ناحية الشرق .
كان مقر أم الناموس مدفونا تحت ترسبات سفح الهضبة الصخرية إلى أن اكتشف فجأة، عندما قامت مصلحة الزراعة الليبية بعملية توسيع مجرى ماء العين عام 1988، وقد استخدم في العملية جراف ذوشفرة كاسحة مما أدى إلى هدم مقدمة المقر عن غير قصد، وعلى الفور أبلغت مصلحة الأثار الليبية باكتشاف المقر، ووثقت وسجلت المقر في حينه، كما قام عدد من باحثي مصلحة الأثار بدراسته لتحديد ماهيته واتفقوا على ارتباط هذا المقر بصرح مرقس الأنجيلي القريب.
حتى زار المكان  المطران باخوميوس مطران البحيرة ومطروح والمدن الخمس عام 1990م وأكد من الناحية الدينية المسيحية بأن هذا المقر أثار  معمودية قديمة؛ ترجع للمسيحية المبكرة عندما كان المسيحيون ملاحقون من قبل اليهود والوثنيين، الأمر الذي اضطرهم إلى اتخاذ دور للعبادة وممارسة طقوسهم في اماكن مخفية وصعبة المنال، فنحتوا كنائسا ومعموديات أعلى أجراف الأودية وتحت الأرض.

## معمودية أم الناموس
مقر أم الناموس نحت بالكامل في أصل صخر الجرف، ويلاحظ أنه يفتقر إلى الشكل الجمالي التي تميزت به تلك الفترة من تاريخ المنطقة مما يدل على أنه حفر ونحت على عجل؛ ويرجح أن نحته يرجع إلى القرن الأول للميلاد، وتظهر آثار أزاميل النحت واضحة على جدرانه وسقفه، كما نحتت على السقف حلقات حجرية تستخدم في تثبيت مصابيح الإنارة، وهذا جعل بعض البحاثين يرجحون ان طقوس التعميد مورست سرا في هذا المكان وتحت جنح الظلام، ولازلت بقايا سخام من أثر لهب المصابيح ظاهرة على السطح الحجري للسقف رغم مرور قرون عديدة منذ أن استخدم المكان آخر مرة.
آخر قسم من هذا المقر عبارة عن حوض في عمق الكهف، ينخفض عن بقية حجراته الطولية بشكل كبير وتتجمع فيه المياه باستمرار عبر شق صغير يرتبط بمجرى عين أم الناموس الجوفي في جرف الوادي، وهذا الحوض استخدم للتعميد، ويرجح أن التعميد بالغمر هو النوع الذي مورس في هذا المكان، كما توجد عند مدخل المقر مساحة واسعة قليلا مقارنة ببقية مكوناته على هيئة غرفة صغيرة بها مصطبة حجرية، يعتقد أنها غرفة انتظار وغرفة لتغيير الملابس قبل المرور على القسم الأوسط؛ حيث يتم الإعداد لعملية التعميد والدخول بعدها إلى الحوض عبر باب منحوت على هيئة قوس والنزول عبر درجات للأسفل لتتم عملية غمر الجسد بالكامل.
هندسة المعمودية اعتمدت بشكل رئيسي على مياه النبع وحفرت في عمق الجرف الصخري حتى مجرى المياه الجوفي لضمان تجدد مياه حوض التعميد بصورة مستمرة وتلقائية.
تجري مياه عين أم الناموس وتنحدر بعد الشلال وتلتقي بمجرى عين احجينه، وتحيط بالمجرى أنواع عديدة من الأشجار والنباتات، منها نبات الديس وأشجار الدفلة، ثم تنحدر مياه هذه الينابيع حتى تصل إلى مرتفع صخري لتلتقي بمياه نبع عين الحمام عبر المجرى العميق للوادي لتصل بعدها للساحل.

## كهف مرقس

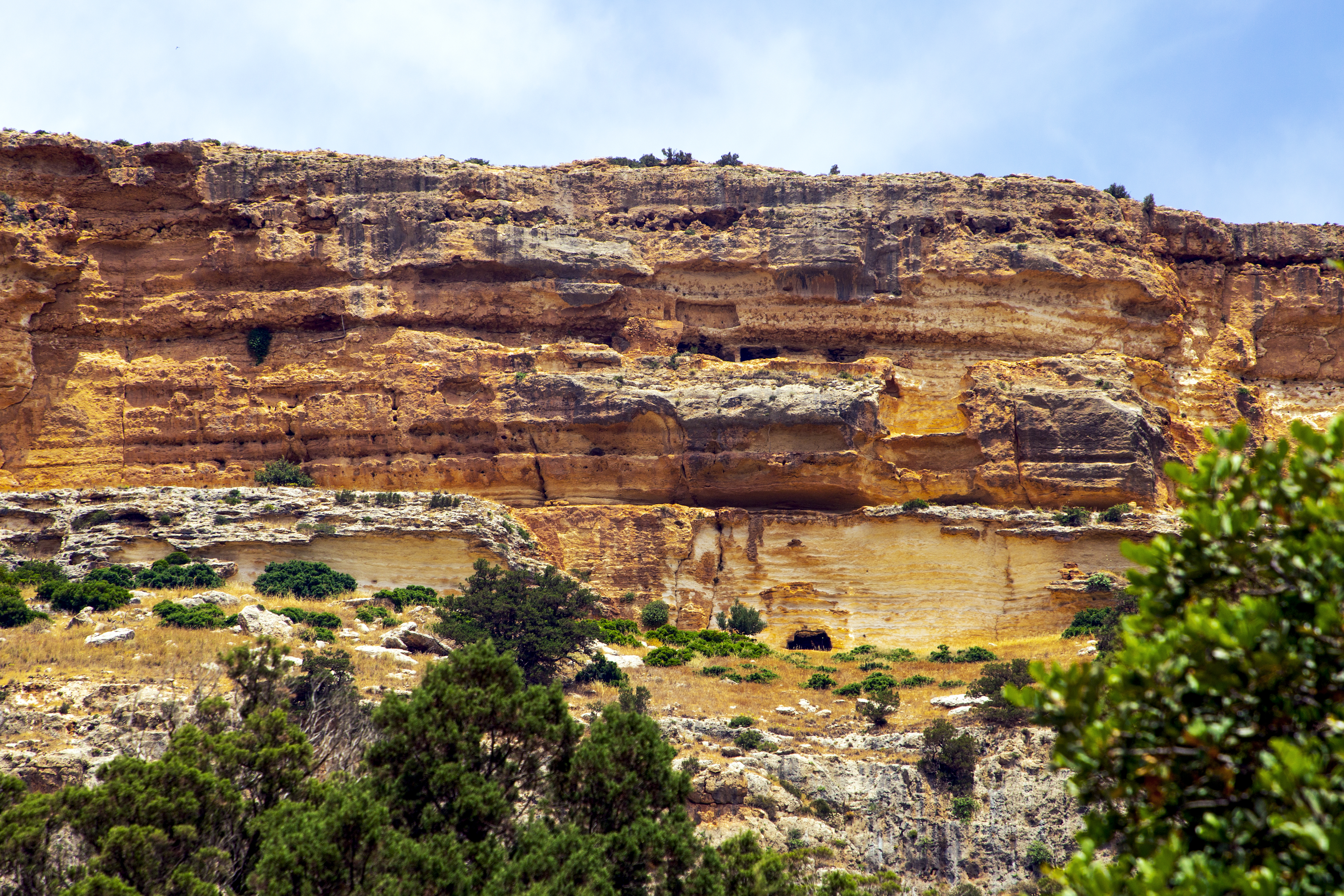
صرح مرقس الأنجيلي

صرح مرقس أو كما يعرف بكهف مرقص هو مقر متعدد الأدوار أو الطبقات، وهذا المقر محفور في جرف صخري سحيق، ويرتفع الطابق العلوي من المقر مسافة ثلاثين متراً تقريباً.
في الواجهة الشمالية الغربية من وادي مرقس  يوجد مجمع أثري  يبعد عن نبع المياه عين أم الناموس مسافة تقدر بحوالي كيلومتر واحد، ويعرف هذا المجمع الأثري محلياً بكهف مرقص أو كهف زحيل وهوعبارة عن غرف ومرافق منحوتة أعلى الجرف يقدر ارتفاعه بارتفاع  مبنى من أثنين وعشرين طابقا، أطلق عليه الباحث والمؤرخ الليبي داود حلاق اسم صرح مرقس الإنجيلي لكبره وكثرة مرافقه وغرفه.
ولعل أهم طبقتين في مقر مرقس هما الدور العلوي والطبقة الواقعة أسفل هذا الدور.
يتكون الدور العلوي من مجموعة من غرفتين محفورتين  في جوف الصخر، يفصلهما جدار، كما أن هناك آثار لجدار وباب يحيطان إحدى هاتين الغرفتين مما يدل على أنه كانت تتمتع بخصوصية وأنها كانت معزولة عن الغرفة الأخرى والمساحة المحيطة بها .
مساحة هاتين الغرفتين كبيرة؛ ويقدر حجم كل منهما بحوالي ستة أمتار طولاً وبعرض خمسة أمتار، وارتفاع ثلاثة أمتار تقريباً، ويدل ذلك على أنها أعدت لمجموعة كبيرة من الأشخاص كما توجد مساحة طولها بضعة أمتار تصل إلى فتحة بها درج يؤدي إلى مهبط منحوت في الصخر، نحت في هذه المساحة تجويف مقوس كالذي يستخدم عادة لوضع جرار الماء وبعض اللوازم التي يستعين بها سكانه.
في المساحة المحاذية للغرفة المعزولة؛ يوجد خزان لحفظ المياه خلال موسم الشتاء، وهوعبارة عن  صهريج عظيم الحجم نصفه السفلي محفور في صخر الجرف على هيئة مستطيلة؛ وأعلاه شيد بالحجارة وكُسي بطبقة من الملاط لحفظ المياه ومنعها من التسرب، ويتم تغذية هذا الخزان عبر قنوات منحوتة تجري فيها المياه القادمة من أعلى المنحدرات الجبلية وتوجه إلى الصهريج.
وقد أعد الطابق بطريقة مخفية عن الأنظار، فهو بالإضافة إلى الارتفاع الشاهق، فقد حفر في جوف الجرف بدون فتحات تطل على الوادي لكي لا يرى، فقد كان في ذلك الزمن مخفيا بحجارة الجرف ومحاط بجدار من الصخر.
وللصعود والهبوط من وإلى هذا الدور تم حفر ما يشبه الماسورة في جوف الصخر توصل ما بين الدور العلوي والطبقة التي أسفله، ويحتوي هذا المدخل السري على عدة مساطب متعاقبة مما يتيح في ذلك الوقت وضع سلالم خشبية تستند إلى هذه المساطب، وفي نهاية المدخل السري من أعلى أعدت درجات من أصل صخر المدخل تؤدي إلى الغرف وصهريج المياه، ويبدو أن هذا المصعد كان مخفيا الا أن واجهته المطلة على الوادي انهارت وكشفت عن مكوناته ومصاطبه.
ويوجد بالطرف الغربي من الدور العلوي بقايا مخازن صخرية منقورة في الصخر على هيئة أبار صغيرة أسطوانية الشكل، ومن المرجح أنها كانت خاصة بتخزين الحبوب كالقمح والشعير، كما يوجد نحت مستطيل الشكل في الأعلى يرجح أنه استخدم لوضع خلايا النحل وانتاج العسل الذي يعتبر غذاءاً رئيسياً لسكان المكان.
طبيعة هذا الطابق من صرح مرقس تدل على اأنه كان سكنياً وخدمياً ، فوجود تلك الغرف ومخازن الحبوب وصهريج المياه تشير إلى أن هذا الطابق كان يشرف عليه الكثير من الأشخاص من الموكلين بخدمة مريدي المكان، كما يرجح أنه كان مقر إقامة مرقس الأنجيلي في منتصف القرن الأول للميلاد، رغم ان بعض الروايات المحلية تشير إلى كهف اخر في عمق الوادي ويعرف أيضا بكهف مرقس.
الطبقة الوسطى التي تقع أسفل الدور العلوي بمسافة حوالي خمسة عشر متراً توجد به مجموعة من الحنيات والاقواس المحفورة والمنحوتة في الصخر، والتي تعتبر شكلاً من أشكال الكنائس المبكرة قبل الكنائس المشيدة والمعمرة والتي ظهرت مع بدايات القرن الرابع بعد عام 313 للميلاد عندما أعلن الأمبرطور الروماني قسطنطين الكبير الديانة المسيحية ديانة رسمية للامبرطورية الرومانية الوثنية، وأصبح المسيحيون يمارسون طقوسهم الدينية في العلن فشيدوا الكنائس والأديرة في كافة مستعمرات الأمبرطورية الرومانية .
كان المسيحيون قبل إعلان الأمبرطور قسطنطين، ملاحقون ومضطهدون من قبل المجتمع الوثني واليهود في كافة مستعمرات الإمبرطورية الرومانية التي شملت أغلب مناطق حوض البحر الأبيض المتوسط ومن بينها إقليم الجبل الأخضر في ليبيا، وهذ الأمر أجبر هؤلاء المسيحيين لاتخاذ الكهوف والمغارات كأماكن للعبادة وممارسة طقوسهم الدينية في أعماق الأودية هربا من المجازر التي ارتكبت في حقهم بسبب ديانتهم.
في أحد أقسام الدور الأوسط توجد الحنية الرئيسية والتي يحيط بكل جانب منها بروز صخري؛ يشبه تمثال رأس أسد منحوت ، ولا تزال بقية رأس الأسد بالرغم من تهشيمه تهشيماً شبه نهائي باقية، كما يحوي هذا الدور الذي يشبه رواقاً خفيض السقف ويمتد مسافة تقدر بحوالي خمسين مترا العديد من بقايا الحنيات الأخرى.

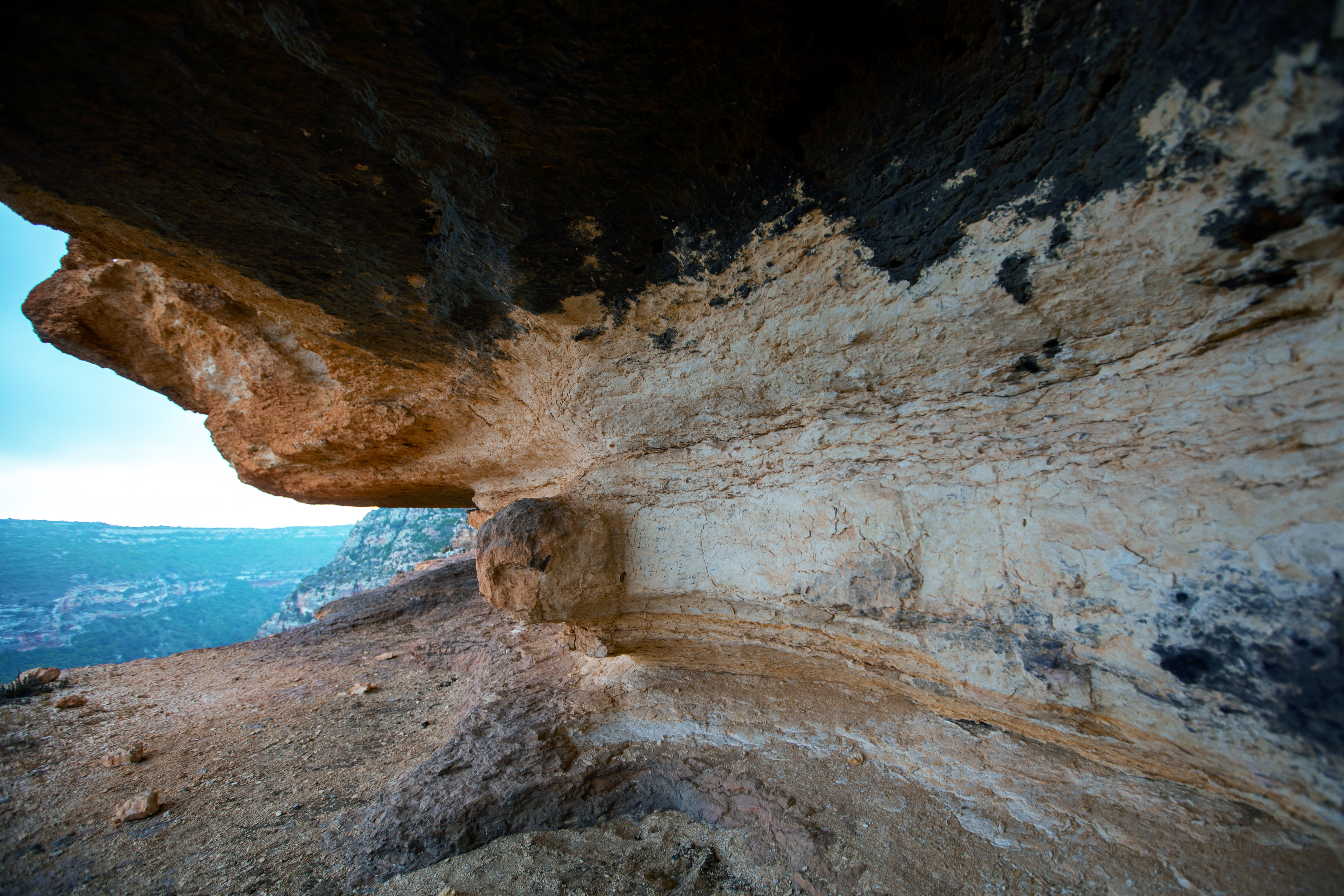
رأس الأسد, صرح مرقس الأنجيلي

وقد نحتت الحنية الرئيسية على هيئة مقوسة إلى داخل الجرف، ويعتقد انها كانت مقاماً لمرقس الإنجيلي وخلفائه من بعده، حيث يقوم فيها بلقاء مريديه ونشر تعاليم المسيح، ويرى بعض البحاث أن هذه الحنيات الممتدة على طول الطابق أنشئت لاحقا بعد الحنية الرئيسية، وانها اقتصرت فقط عليها في فترة مرقس.
إن ما يشير إلى نحت رأسي الأسد حول الحنية الرئيسية هواعتماد الأسد في التراث الديني المسيحي والتاريخي كرمز للقديس مرقس، وتقول الرواية أن مرقسا ووالده كانا في طريقهم إلى إحدى البلدات قرب نهر الأردن فخرج عليهما أسدين؛ وأرادا الفتك بهما، فطمأن مرقس والده وذكره بان الله وإتباعه لتعاليم المسيح سينجيهما من هذين الأسدين، فاستنجد مرقس بربه فصرعا الأسدان على الفور، وهذه القصة هي التي ربطت مرقس بالأسد الذي اتخذ عبر التاريخ؛ رمزاً يدل عليه.
ولطالما رسم القديس مرقس في اللوحات القديمة والحديثة وبجانبه أسد، وأشهر تلك اللوحات يظهر فيها مرقس يجلس  داخل كهف ويقوم بكتابة انجيله وبجانبه أسد مجنح رابض بالقرب من رجليه.
أعد طابق  الحنيات ونحت بطريقة يميل فيها سقف الجرف الوطئ  بزاوية حادة، بحيث يصعب رؤية من في ذلك الطابق من أسفل الوادي أو حتى من الجهة المقابلة، كما توجد آثار في الطرف الجنوبي من هذا الرواق لغرف نحتت في أعلى الحنيات المنشئة على المساحة المفتوحة منه على هيئة شرفات خشبية، وعدد هذه الغرف كثير جداً مما يدل على أن مريدي المكان كانوا كثراً، وأنهم كانوا يقيمون لفترة من الزمن به، ولازالت آثار الثقوب التي ثبتت فيها أخشاب الشرفات موجودة بالإضافة إلى حدودها المنحوتة في الصخر.
ويظهر أثر ليد على بقايا طفلة يحيط بثقب خلف شجرة خروب في رواق الحنيات، وهذا الأثر يدل على أنهم قاموا بتثبيت أخشاب شرفات الغرف بعناية وباستخدام الطفلة، وتمتد هذه الغرف في طابق يعلورواق الحنيات لمسافة لا تقل عن تسعين متراً.
ينتهي هذا الدور بمدخل سري من طرفه الغربي، فيما أعد له مدخل مكشوف  من الطرف الشرقي في فترة لاحقة فيما يبدو؛ على هيئة درج منحوت في صخر الجرف يؤدي مباشرة إلى الحنية الرئيسية، ويعلوهذا الرواق شريط طويل محفور على هيئة جيب صخري يمتد عشرات الأمتار، ومن المرجح أن هذا الحيز كان مستغلا لصف من خلايا النحل .
أسفل طابق الحنيات بمسافة حوالي إثنى عشر مترا توجد مغارة صغيرة ، من المرجح أن هذه المغارة كانت عبارة عن  معمودية للتطهير قبل الصعود إلى طابق الحنيات.
أعدت هذه المغارة بأبعاد تصل إلى حوالي مترين للارتفاع، وثلاثة أمتار للعرض، ويوجد بها نحت لتجويف مقوس اعتاد الناس  في تلك الفترة نحتها لوضع جرار الماء، كما أن على مدخل المغارة يوجد حاجز صخري انهار جزء منه، ويجعل هذا الحاجز أرضية المغارة على هيئة حوض، وتصميم المنطقة المقابلة للمدخل والمطلة على الوادي على هيئة درج منحوت في أصل الصخر وهذا يعزز فرضية ان المغارة كانت معمودية.
تجري مياه التعميد من حوض المغارة إلى أسفل الجرف عبر هذا الدرج الصخري لتقليل قوة اندفاعها بسبب الانحدار الشديد للجرف، وحتى لا تعمل المياه على انهيار التربة والحجارة الجيرية قبالة المدخل.
وتظهر آثار السخام الناجم عن الحرائق في مناطق متفرقة من المكان، كما تظهر آثار التدمير والانهيارات المتعمدة، وتنتشر بقايا الغرف والجدران والشرفات الخشبية على جرف الصرح السفلي وعلى سفح الوادي، ويرجح بعض البحاث إلى أن الصرح تعرض للتدمير والحرق من قبل الرومان  في بداية القرن الرابع للميلاد، عندما  أصدر الأمبرطور الروماني دقلديانوس أربعة مراسيم أمبرطورية بين عامي  302-305 م تحث على اضطهاد المسيحيين، فعملت الجيوش الرومانية والوثنيين على حرق الكنائس ودور العبادة المسيحية وملاحقة المسيحيين في كافة المستعمرات الرومانية وقتلهم، ويعرف هذا العصر في التاريخ بعصر الشهداء حيث قتل الآلاف من معتنقي الديانة المسيحية، ويبدو أن المقرات المسيحية في أودية الجبل الأخضر طالتها يد التخريب والتدمير والحرق، ففي الطابق العلوي تظهر آثار التدمير والحرق على الغرفتين، وتنتشر بقايا سخام الحرق على سقف الحنية الرئيسية في رواق الحنيات، كما أحرقت المعمودية السفلية بالكامل وتظهر بها اثار تدمير واضحة.
وتظهر أيضا الحرق في كهف يعرف بكهف باسم الله، يطل على سفح الوادي في منطقة منخفضة اسفل الصرح، وهو كهف واسع المدخل به نحت لتجاويف مقوسة.
ويبدوأن المعمودية عند نبع عين ام الناموس كانت مخفية بالكامل فلم يطلها الحرق والتدمير؛ ولازلت بنيتها المعمارية متكاملة فيما عدا جدار المدخل الذي انهار نتيجة لأعمال الجرف وتوسعة مجرى مياه النبع عام 1988 دون قصد.